# Neuroendoscopia
A neuroendoscopia é, dentro da neurocirurgia, é o uso da endoscopia e monitor de vídeo em procedimentos. Na neurocirurgia pediátrica, é aplicada no tratamento de alguns tipos de hidrocefalia, tratamento de cistos cerebrais e a realização de biópsias.
A neuroendoscopia pura corresponde à técnica na qual o procedimento cirúrgico é feito sob visão do endoscópio e os instrumentos passam por dentro de uma camisa que também contem a ótica. São pré-requisitos a presença de cavidade e meio translúcido.